# Jacques-Philippe Senné
Jacques-Philippe Senné, né le 6 janvier 1769 à Marennes et mort le 3 octobre 1848 dans la même ville, est un homme politique français.

## Biographie
Jacques-Philippe Senné est le fils de Jacques Pierre Senné, docteur en médecine, conseiller du roi et lieutenant en l'élection de Marennes, et de Catherine Lisabeth Mellet. Il étudia la médecine, fut reçu docteur, et exerça sa profession à Saint-Just. 
Élu, le 5 juillet 1831, député du 5e collège de la Charente-Inférieure, par 174 voix sur 242 votants, 293 inscrits, contre 49 à M. Guérin, avocat, il appartint à l'opposition dynastique, dont il signa le compte-rendu (1832), et avec laquelle il se prononça contre l'ordre du jour Ganneron relatif à la politique extérieure, contre l'emploi de la dénomination inconstitutionnelle de «sujets». Lors du procès intenté au journal La Tribune, il fut du nombre des députés qui se récusèrent, ne croyant pas pouvoir cumuler les fonctions d'accusateur et de juge avec la qualité d'offensé. Il quitta la vie politique aux élections générales de 1834.

## Sources
- « Jacques-Philippe Senné », dans Adolphe Robert et Gaston Cougny, Dictionnaire des parlementaires français, Edgar Bourloton, 1889-1891 [détail de l’édition]